# Université du Massachusetts à Lowell
L'université du Massachusetts à Lowell (en anglais : University of Massachusetts Lowell, UMass Lowell ou UML) est une université américaine située à Lowell dans le Massachusetts.